# Xperia

Logo serii Xperia

Xperia – seria smartfonów produkowanych początkowo pod marką Sony Ericsson, a od 2012 roku przez Sony. Nazwa Xperia pochodzi od angielskiego słowa experience (doświadczenie) i została zastosowana po raz pierwszy w kampanii promującej telefon Xperia X1 „I (Sony Ericsson) xperia the best”.

## Historia

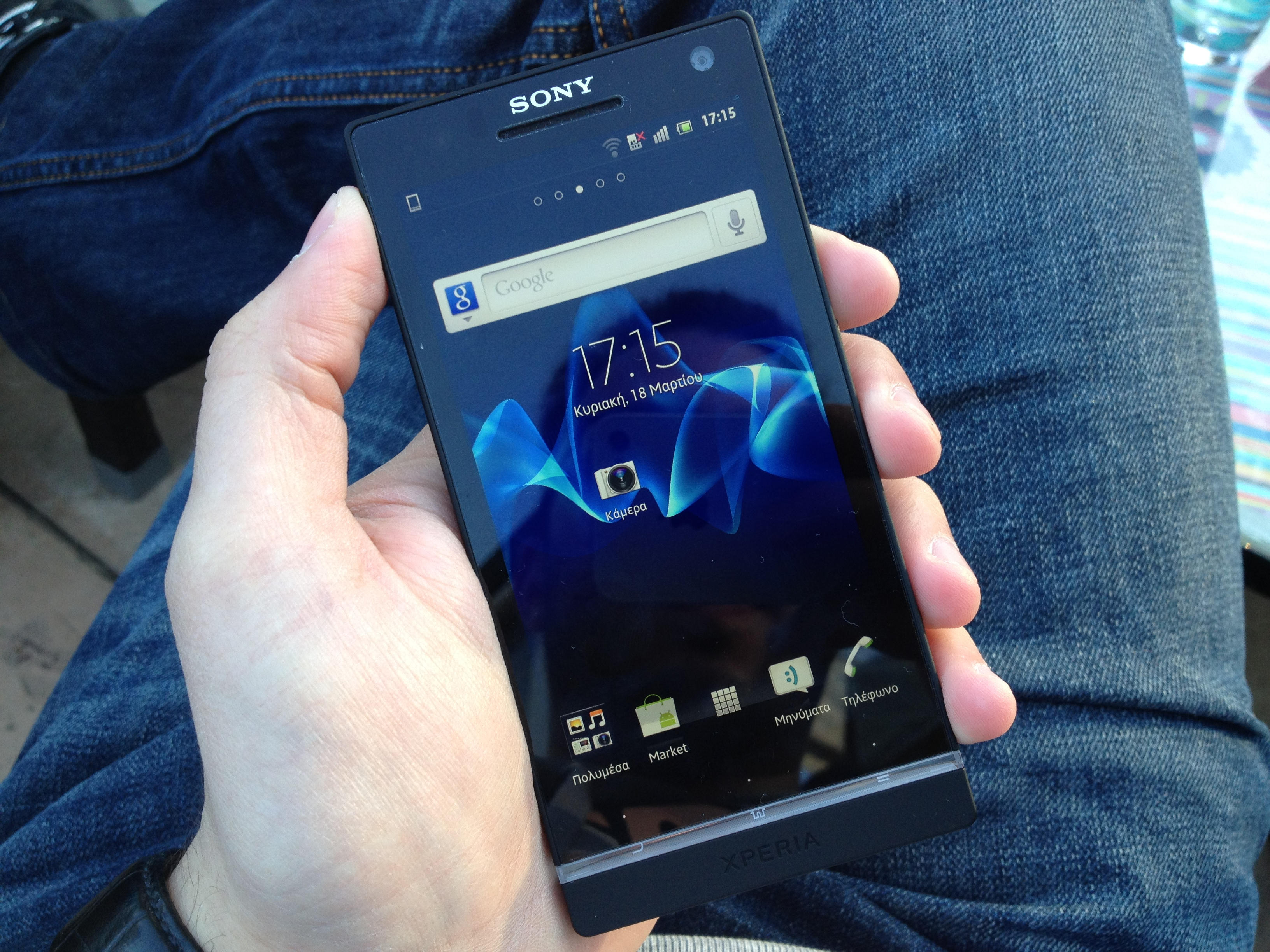
Xperia S trzymana w ręce

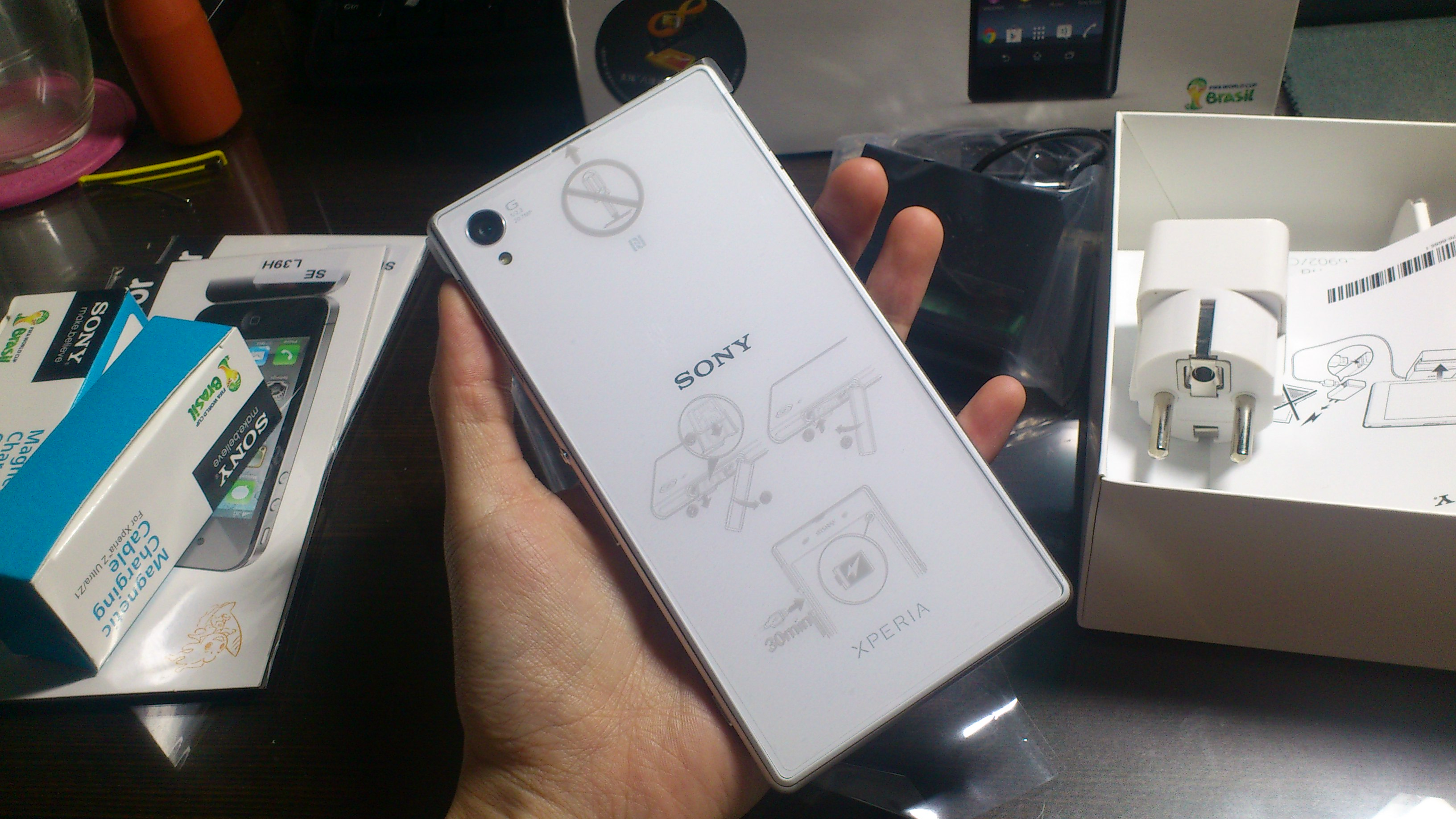
Xperia Z1 (2013)

Pierwszym urządzeniem z serii Xperia był smartfon Xperia X1 wydany we wrześniu 2008 roku. Drugim był wydany rok później model Xperia X2 wyposażony w aparat 8,1 MP, Wi-Fi oraz GPS. W tym czasie nastąpił wzrost zainteresowania konsumentów smartfonami. Model Xperia Pureness był telefonem z przezroczystym wyświetlaczem, nie zawierał kamery i był dostępny u wybranych sprzedawców w wybranych miastach.

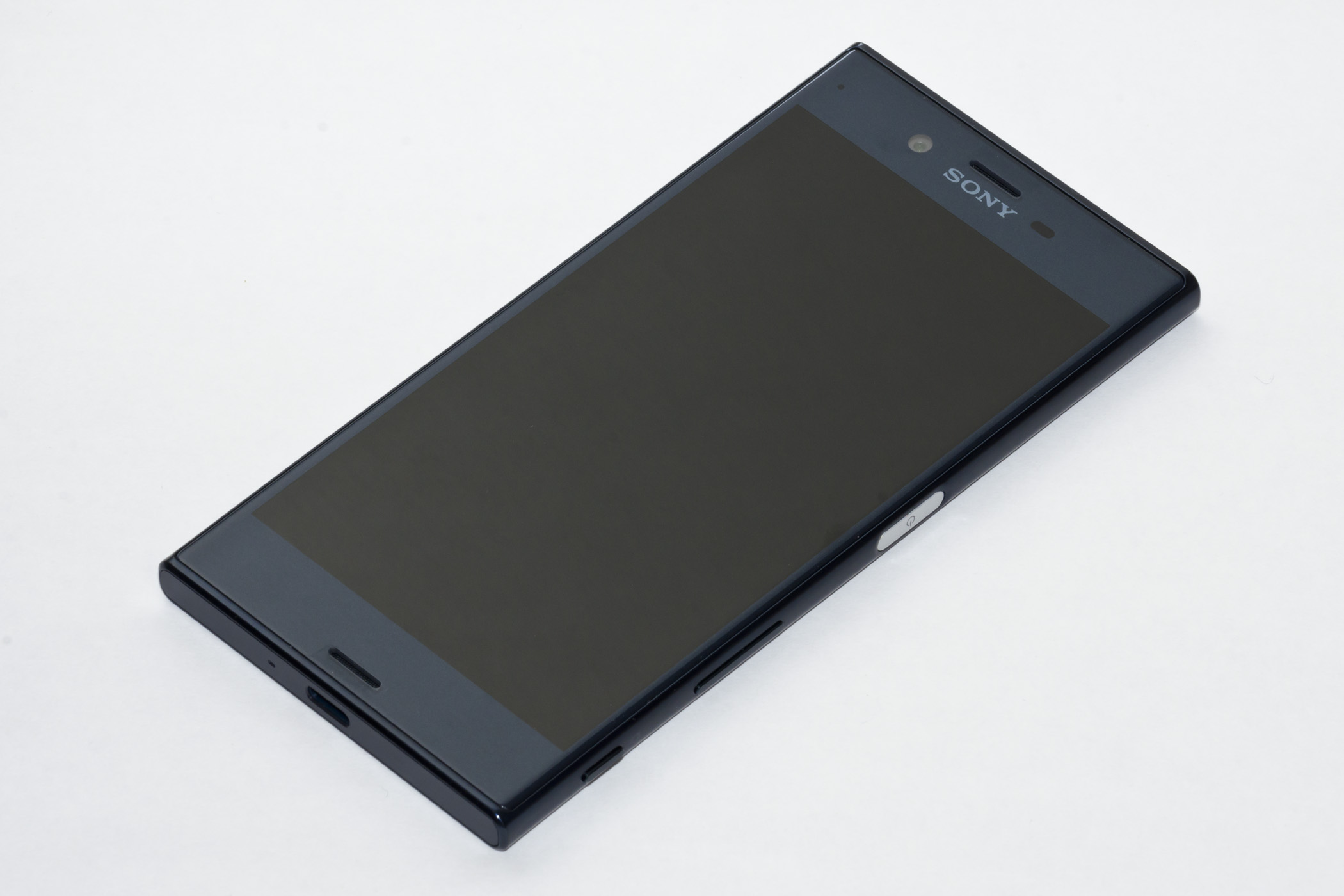
Xperia XZ (2016)

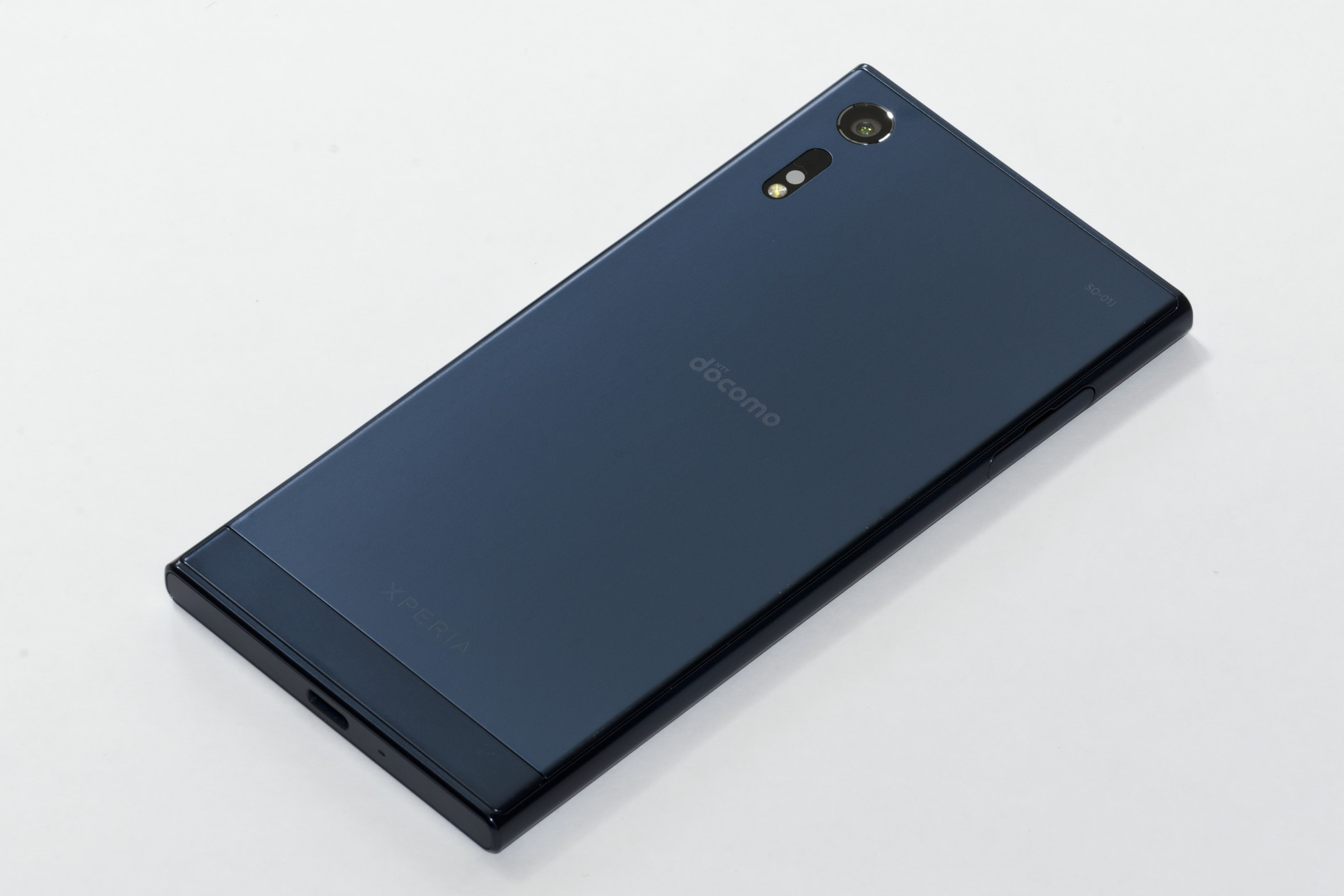
Xperia XZ (2016)

Zaprezentowany na początku 2010 roku model Xperia X10 był pierwszym smartfonem z serii Xperia wyposażonym w system operacyjny Android, w przeciwieństwie do swych poprzedników opartych na Windows Mobile. Model był chwalony za projekt, ale krytykowany za przestarzałą wersję Androida 1.6 (następnie aktualizowany do wersji 2.1, finalnie 2.3), gdy modele konkurencji były wyposażone w wersję 2.1. Opóźnienia aktualizacji miały miejsce ze względu na nakładkę Timescape, która musiała być przeprogramowana przy każdej aktualizacji. Modelowi brakowało również nagrywania wideo w jakości HD (dostępna dopiero w późniejszych aktualizacjach) oraz zoomu cyfrowego. 2011 rok był ostatnim, w którym seria Xperia była sprzedawana z logiem Sony Ericsson. Pierwszym modelem z serii Xperia pod marką Sony był smartfon Xperia S wydany na początku 2012 roku. W styczniu 2013 roku Sony zaprezentowało model Xperia Z, będący sztandarowym modelem marki, a wraz z nim nową filozofię stylistyki – Omnibalance. Był on pierwszym smartfonem Sony zbudowanym ze szkła i metalu Nowe modele serii Z ukazywały się mniej więcej co pół roku, aż do serii modelu Z5, który został pokazany światu na targach IFA 2015. Najdroższa reprezentantka serii Z5, czyli Xperia Z5 Premium, jako pierwsza na świecie miała wyświetlacz o przekątnej 5,5 cala i rozdzielczości 4K. Xperie Z1, Z3 i Z5 występowały również w wersji Compact. Kompaktowe smartfony były unikalne, ponieważ żaden inny producent nie decydował się na tworzenie sztandarowych modeli w mniejszej wersji. Na początku 2016 roku zapowiedziano uśmiercenie serii Z i zaprezentowało nowe modele z serii X. We wrześniu 2016 roku Sony pokazało światu model XZ, który zastąpił wysłużony już model Xperia Z5. Na początku 2018 roku zaprezentowano światu rodzinę modeli XZ2 a wraz z nią nową filozofię stylistyki nazwaną Ambient Flow.